# Кабинет США
Кабине́т президе́нта Соединённых Шта́тов (англ. Cabinet of the United States) включает высшие должностные лица исполнительной ветви федерального правительства Соединённых Штатов Америки, назначаемые президентом США в согласованности с Сенатом.
Возникновение института связывают с именем первого президента США Джорджа Вашингтона, который в конце XVIII века сформировал кабинет из четырёх приближённых к нему лиц: государственного секретаря США Томаса Джефферсона, министра финансов Александра Гамильтона, военного министра Генри Нокса и генерального прокурора США Эдмунда Рэндольфа, чтобы они, наряду с вице-президентом Джоном Адамсом, помогали в выполнении его обязанностей.
За исключением генерального прокурора США и ранее генерального почтмейстера США, все члены кабинета — руководители центральных органов государственного управления — именуются «секретарями» (англ. Secretary), что в системе органов государственного управления США соответствует должности министра. В русскоязычной литературе используется термин «министр»; исключение составляет должность министра иностранных дел, которую переводят дословно — «государственный секретарь США». Кандидаты в члены кабинета предлагаются президентом США и представляются Сенату США для утверждения в должности простым большинством голосов. Если назначение на должность одобряется Сенатом, то они приносят клятву, после чего приступают к выполнению своих обязанностей. Ряд важных должностных лиц исполнительной ветви федерального правительства США, как то Директор Национальной разведки, Директор Центрального разведывательного управления, также должны утверждаться Сенатом, но не считаются членами Кабинета или должностными лицами в ранге членов Кабинета.
В настоящее время в кабинет входят 15 министров, которые возглавляют следующие министерства: сельского хозяйства (Department of Agriculture, USDA), торговли (Department of Commerce, DOC), обороны (Department of Defense, DOD), образования (Department of Education, ED), энергетики (Department of Energy, DOE), здравоохранения и социальных служб (Department of Health and Human Services, HHS), внутренней безопасности (Department of Homeland Security, DHS), жилищного и городского развития (Department of Housing and Urban Development, HUD), юстиции (Department of Justice, DOJ), труда (Department of Labor, DOL), Государственный департамент (Department of State, DOS), внутренних дел (Department of the Interior, DOI), финансов (Department of the Treasury), транспорта (Department of Transportation, DOT) по делам ветеранов (Department of Veterans Affairs, VA).

## Текущий состав Кабинета
| Должность                                                       | Имя и фамилия          | Изображение | Дата вступления в должность |
| --------------------------------------------------------------- | ---------------------- | ----------- | --------------------------- |
| Вице-президент США                                              | Джей Ди Вэнс           |             | 20 января 2025 года         |
| Министры Кабинета США                                           |                        |             |                             |
| Государственый секретарь                                        | Марко Рубио            |             | 21 января 2025 года         |
| Министр финансов                                                | Скотт Бессент          |             | 28 января 2025 года         |
| Министр обороны                                                 | Пит Хегсет             |             | 25 января 2025 года         |
| Генеральный прокурор                                            | Пэм Бонди              |             | 5 февраля 2025 года         |
| Министр внутренних дел                                          | Дуг Бёргам             |             | 31 января 2025 года         |
| Министр сельского хозяйства                                     | Брук Роллинз           |             | 14 февраля 2025 года        |
| Министр торговли                                                | Говард Лутник          |             | 19 февраля 2025 года        |
| Министр труда                                                   | Лори Чавес-Деремер     |             | 10 марта 2025 года          |
| Министр здравоохранения и социальных служб                      | Роберт Кеннеди-младший |             | 14 февраля 2025 года        |
| Министр жилищного строительства и городского развития           | Скотт Тёрнер           |             | 6 февраля 2025 года         |
| Министр транспорта                                              | Шон Даффи              |             | 28 января 2025 года         |
| Министр энергетики                                              | Крис Райт              |             | 4 февраля 2025 года         |
| Министр образования                                             | Линда Макмэн           |             | 3 марта 2025 года           |
| Министр по делам ветеранов                                      | Дуг Коллинз            |             | 4 февраля 2025 года         |
| Министр внутренней безопасности                                 | Кристи Ноэм            |             | 25 января 2025 года         |
| Должностные лица в ранге членов Кабинета, не входящие в Кабинет |                        |             |                             |
| Администратор Агентства по охране окружающей среды              | Ли Зелдин              |             | 30 января 2025 года         |
| Директор Административно-бюджетного управления                  | Рассел Воут            |             | 7 февраля 2025 года         |
| Директор Национальной разведки                                  | Талси Габбард          |             | 13 февраля 2025 года        |
| Директор ЦРУ                                                    | Джон Рэтклифф          |             | 23 января 2025 года         |
| Торговый представитель США                                      | Джеймисон Грир         |             | 26 февраля 2025 года        |
| Постоянный представитель США при ООН                            |                        | вакансия    |                             |
| Администратор Управления по делам малого бизнеса                | Келли Леффлер          |             | 20 февраля 2025 года        |
| Глава аппарата Белого дома                                      | Сьюзи Уайлс            |             | 20 января 2025 года         |